# 사이드 쿠틉

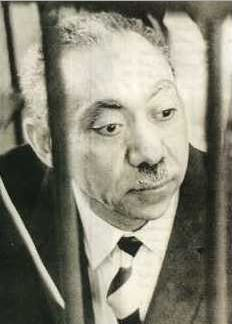
사이드 쿠틉

사이드 쿠틉(이집트 아랍어 발음: [ˈsæjjed ˈʔotˤb], 아랍어 발음: [ˈsæjjɪd ˈqʊtˤb]; 아랍어: سيد قطب‎ Sayyid Quṭb; 1906년 10월 9일 – 1966년 8월 29일)은 이집트의 저술가이자 교육자, 이슬람교 이론가, 시인으로 1950년대와 1960년대의 이집트 무슬림 형제단의 지도자였다. 1966년 가말 압델 나세르 이집트 대통령의 암살을 기도하여 유죄판결을 받고 교수형을 당했다. 그는 이슬람 과격주의의 아버지로 일컬어지고 있으며, 그의 책 24권 중 《진리를 향한 이정표》는 원리주의 이슬람의 사상적 토대를 이루고 있다.
그는 1906년, 이집트 남부의 시골 마을에서 태어나, 전통적인 이슬람 교육을 받으며 성장하였으며, 이집트 최고의 교사 양성 대학인 다르 알 울룸을 졸업한 뒤 이집트 교육부에서 일하며 소장 문학가로도 이름을 떨쳤다. 그는 1948년에 정부의 후원으로 2년 동안의 미국 유학을 하게 되었는데, 오히려 이슬람에 대한 신앙이 더 굳건하게 되었다. 그는 무슬림형제단의 사상적 지도자로서, 가말 압델 나세르가 이끈 혁명위원회의 유일한 민간인 위원으로서 활동했다. 그러나, 1966년에 ‘국가전복기도 및 선동죄’로 형장의 이슬로 사라졌다.

## 같이 보기
- 신권 정치